# Textilkennzeichnungsgesetz
Das Textilkennzeichnungsgesetz (TextilKennzG) schreibt vor, wie die Fasern, aus denen Textilien bestehen, gegenüber dem Verbraucher deklariert werden müssen. Es wurde am 15. Januar 1969 verabschiedet,  und am 15. Februar 2016 unter Berücksichtigung der Verordnung (EU) Nr. 1007/2011 über die Bezeichnung von Textilfasern neu gefasst.

## Gesetzgebung
Gemäß Textilkennzeichnungsgesetz (TextilKennzG) ist ein Textilerzeugnis ein Produkt, das zu mindestens 80 % seines Gewichtes aus textilen Rohstoffen hergestellt ist. Es definiert textile Rohstoffe als Fasern einschließlich Tierhaare, die sich verspinnen oder zu textilen Flächengebilden verarbeiten lassen. Der Fasertyp – die Nennung des Markennamens alleine genügt nicht – und sein Mengenanteil in absteigender Reihenfolge am textilen Rohstoff müssen ausgewiesen sein. Pflegehinweise ebenso wie Herkunftsbezeichnungen sind nicht vorgeschrieben. Ein Vertrieb in Deutschland muss alle Angaben in deutscher Sprache machen, jedoch sind auch Angaben in Fremdsprachen, allerdings nur als Zusatz zu den deutschsprachigen Angaben, erlaubt.
Des Weiteren regelt § 9 Abs. 2 TextilKennzG den Handelsgewichtszuschlag unter Verweis auf die Bestimmungen der Verordnung (EU) Nr. 1007/2011 (Textilkennzeichnungsverordnung) und insbesondere deren Anhänge VII, VIII und IX.

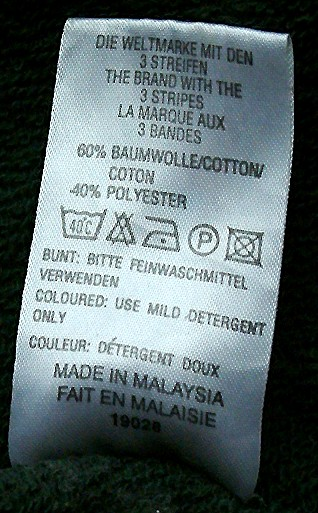
Textillabel

Das Bild rechts zeigt ein Beispiel eines Textillabels. Es enthält die notwendige Angabe der Zusammensetzung, hier 60 % Baumwolle und 40 % Polyester. Ein Markenname wie Trevira statt der Bezeichnung Polyester wäre nach dem TextilKennzG nicht erlaubt. Die Angabe von Textilpflegesymbolen ist nicht vorgeschrieben, hilft aber beim Waschen und Reinigen, das richtige Verfahren auszuwählen.
Das ursprüngliche Textilkennzeichnungsgesetz setzte die Richtlinie 96/74/EG des Europäischen Parlaments und des Rates vom 16. Dezember 1996 zur Bezeichnung von Textilerzeugnissen in nationales Recht um.